# Giulietta Simionato
Giulietta Simionato (Forlì, 12 de maig de 1910 - Roma, 5 de maig de 2010) fou una mezzosoprano italiana, considerada una de les grans veus de l'òpera de postguerra. La seua carrera es va estendre des dels anys 1930 fins al 1966. Simionato va ser molt admirada pel seu cant vibrant, amb un ampli repertori, sobreeixint en papers dramàtics i còmics, lírics i pesants. Era demandada pels millors teatres d'òpera del món i treballava amb els directors musicals més importants de l'època. Va tenir especial empatia amb les dues sopranos més destacades i famoses de l'època, Maria Callas i Renata Tebaldi, i va ser admirada tant per col·legues com pel públic per la seua qualitat, sentit de l'humor i professionalitat.

## Biografia
Va estudiar a Rovigo i Pàdua i va fer el seu debut operístic a Montagnana en 1928. Els primers quinze anys de la seua carrera van ser frustrants en no poder aconseguir més que petits papers, no obstant va començar a cridar l'atenció a finals dels anys 1940 i ja en el final de la seua carrera era considerada com una de les més respectades cantants de la seua generació. L'any 1936 va debutar en La Scala, on va actuar regularment fins al 1966. El 1947 va debutar al Gran Teatre del Liceu en les funcions d’Anna Bolena que commemoraven el centenari del teatre i recuperaven l'òpera de Donizetti per primer cop des del segle xix. Al mateix teatre, la temporada 1950-1951 va actuar en cinc papers diferents amb gran èxit. El 1953 va debutar en la Royal Opera House, i també es va presentar regularment entre 1963 i 1965. El 1959 va debutar en el Metropolitan Opera de Nova York. També va cantar en el Festival d'Edimburg (1947), Òpera de San Francisco (1953), Teatre Nacional São Carlos (1954), Òpera Lírica de Chicago (1954-61), Òpera de l'Estat de Viena (des de 1956) i en el Festival de Salzburg.
Va morir a Roma a pocs dies de complir els 100 anys. A la seva mort era la presidenta de l'Associació Maria Callas.

## Repertori
L'extens repertori de Simionato inclou Rosina en Il barbiere di Siviglia, i Cenerentola, Charlotte en Werther i Carmen. Va destacar en el repertori verdià com Amneris en Aida, Eboli en Don Carlos i Azucena en Il trovatore, a més de Santuzza en Cavalleria rusticana de Pietro Mascagni. L'any 1962 va participar en l'estrena mundial en versió escènica de la cantata Atlàntida de Manuel de Falla i Ernesto Halffter a La Scala de Milà. També va fer diversos enregistraments en àudio i vídeo. Es va retirar l'any 1966 per a casar-se, tot i que ha continuat despertant admiració a través de la docència i diverses posicions gerencials.
| Rol                  | Títol                    | Autor      |
| -------------------- | ------------------------ | ---------- |
| Romeo Montecchi      | I Capuleti e i Montecchi | Bellini    |
| Adalgisa             | Norma                    | Bellini    |
| Margherita           | La dannazione di Faust   | Berlioz    |
| Didone               | I Troiani                | Berlioz    |
| Carmen               | Carmen                   | Bizet      |
| Neris                | Medea                    | Cherubini  |
| Princesa de Bouillon | Adriana Lecouvreur       | Cilea      |
| Fidalma              | Il matrimonio segreto    | Cimarosa   |
| Curiazio             | Gli Orazi e i Curiazi    | Cimarosa   |
| Regina Pirene        | Atlàntida (Falla)        | Falla      |
| Giovanna Seymour     | Anna Bolena              | Donizetti  |
| Leonora di Guzman    | La Favorita              | Donizetti  |
| Contessa di Coigny   | Andrea Chénier           | Giordano   |
| Orfeo                | Orfeo ed Euridice        | Gluck      |
| Ifigenia             | Iphigénie en Aulide      | Gluck      |
| Mamma Lucia Santuzza | Cavalleria rusticana     | Mascagni   |
| Carlotta             | Werther                  | Massenet   |
| Duclinea             | Don Chisciotte           | Massenet   |
| Valentina            | Les Huguenots            | Meyerbeer  |
| Cherubino            | Le nozze di Figaro       | Mozart     |
| Dorabella            | Così fan tutte           | Mozart     |
| Servilia             | La clemenza di Tito      | Mozart     |
| Marina               | Borís Godunov            | Mússorgski |
| Marfa                | Khovànxtxina             | Mússorgski |
| Laura Adorno         | La Gioconda              | Ponchielli |
| La zia principessa   | Suor Angelica            | Puccini    |
| Clarice              | La pietra del paragone   | Rossini    |
| Tancredi             | Tancredi                 | Rossini    |
| Isabella             | L'Italiana in Algeri     | Rossini    |
| Rosina               | Il barbiere di Siviglia  | Rossini    |
| Angelina             | La Cenerentola           | Rossini    |
| Arsace               | Semiramide               | Rossini    |
| Sinaide              | Mosè                     | Rossini    |
| Isoliero             | Le Comte Ory             | Rossini    |
| Mignon               | Mignon                   | Thomas     |
| Fenena               | Nabucco                  | Verdi      |
| Maddalena            | Rigoletto                | Verdi      |
| Azucena              | Il trovatore             | Verdi      |
| Ulrica               | Un ballo in maschera     | Verdi      |
| Preziosilla          | La forza del destino     | Verdi      |
| Princesa d'Èboli     | Don Carlo                | Verdi      |
| Amneris              | Aida                     | Verdi      |
| Mrs Quickly          | Falstaff                 | Verdi      |

## Discografia

### Enregistraments en estudi
- Cavalleria rusticana (mamma Lucia), amb Beniamino Gigli, Lina Bruna Rasa, Gino Bechi, dir. Pietro Mascagni - EMI 1940
- Andrea Chénier (Contessa di Coigny), amb Beniamino Gigli, Maria Caniglia, Gino Bechi, dir. Oliviero De Fabritiis - EMI 1941
- La Cenerentola, amb Cesare Valletti, Saturno Meletti, Cristiano Dalamangas, dir. Mario Rossi - Cetra 1949
- Il matrimonio segreto, amb Cesare Valletti, Alda Noni, Sesto Bruscantini, Antonio Cassinelli, dir. Manno Wolf-Ferrari - Cetra 1950
- Il barbiere di Siviglia, amb Giuseppe Taddei, Luigi Infantino, Carlo Badioli, Antonio Cassinelli, dir. Fernando Previtali - Cetra 1950
- Aida, amb Caterina Mancini, Mario Filippeschi, Rolando Panerai, Giulio Neri, dir. Vittorio Gui - Cetra 1951
- Cavalleria rusticana, amb Achille Braschi, Carlo Tagliabue, dir. Arturo Basile - Cetra 1952
- L'Italiana in Algeri, amb Cesare Valletti, Mario Petri, Marcello Cortis, Graziella Sciutti, dir. Carlo Maria Giulini - EMI 1954
- Rigoletto, amb Aldo Protti, Hilde Güden, Mario Del Monaco, Cesare Siepi, dir. Alberto Erede - Decca 1954
- La Favorita, amb Gianni Poggi, Ettore Bastianini, Jerome Hines, dir. Alberto Erede - Decca 1955
- La forza del destino, amb Renata Tebaldi, Mario del Monaco, Ettore Bastianini, Cesare Siepi, dir. Francesco Molinari Pradelli - Decca 1955
- Il trovatore, amb Mario Del Monaco, Renata Tebaldi, Ugo Savarese, Giorgio Tozzi, dir. Alberto Erede - Decca 1956
- Il barbiere di Siviglia, amb Ettore Bastianini, Alvino Misciano, Fernando Corena, Cesare Siepi, dir. Alberto Erede - Decca 1956
- La Gioconda, amb Anita Cerquetti, Mario Del Monaco, Ettore Bastianini, Cesare Siepi, dir. Gianandrea Gavazzeni - Decca 1957
- Aida, amb Renata Tebaldi, Carlo Bergonzi, Cornell MacNeil, Arnold Van Mill, dir. Herbert von Karajan - Decca 1959
- Cavalleria rusticana, amb Mario del Monaco, Cornell MacNeil, dir. Tullio Serafin - Decca 1960
- Un ballo in maschera, amb Carlo Bergonzi, Birgit Nilsson, Cornell MacNeil, dir, Georg Solti - Decca 1960-61
- Adriana Lecouvreur, amb Renata Tebaldi, Mario Del Monaco, Giulio Fioravanti, dir. Franco Capuana - Decca 1961
- Suor Angelica, amb Renata Tebaldi, Lucia Danieli, dir. Lamberto Gardelli - Decca 1962
- Falstaff, amb Geraint Evans, Ilva Ligabue, Robert Merrill, Rosalind Elias, Mirella Freni, Alfredo Kraus, dir. Georg Solti - RCA 1963
- La Cenerentola, amb Sesto Bruscantini, Ugo Benelli, Paolo Montarsolo, dir. Oliviero De Fabritiis - Decca 1963
- Il trovatore, amb Franco Corelli, Gabriella Tucci, Robert Merrill, Ferruccio Mazzoli, dir. Thomas Schippers - EMI 1964

### Enregistraments en directe
- Un ballo in maschera, amb Mario Del Monaco, Carla Castellani, Piero Biasini, dir. Nino Sanzogno - Ginebra 1946 ed. Bongiovanni/Myto
- Mignon (in ital.), amb Giuseppe Di Stefano, Cesare Siepi, dir. Guido Picco - Ciutat de Mèxic 1949 ed. Premiere Opera/legato Classics
- Werther (in ital.), amb Giuseppe Di Stefano, Eugenia Roccabruna, Fausto del Prado, dir. Renato Cellini - Ciutat de Mèxic 1949 ed. GOP/IDIS
- La Favorita, amb Giuseppe Di Stefano, Enzo Mascherini, Cesare Siepi, dir. Renato Cellini - Ciutat de Mèxic 1949 ed. Myto/SRO
- Il barbiere di Siviglia, amb Enzo Mascherini, Giuseppe Di Stefano, Cesare Siepi, Gerhard Pechner, dir. Renato Cellini - Ciutat de Mèxic 1949 ed. IDIS
- Norma, amb Maria Callas, Kurt Baum, Nicola Moscona, dir. Guido Picco - Ciutat de Mèxic 1950 ed. Myto/Melodram/Urania
- Aida, amb Maria Callas, Kurt Baum, Robert Weede, Nicola Moscona, dir. Guido Picco - Ciutat de Mèxic 1950 ed. Eklipse/Archipel
- Werther (in ital.), amb Ferruccio Tagliavini, Gino Orlandini, Dora Gatta, dir. Franco Capuana - La Scala 1951 ed. Myto/Bongiovanni
- Le nozze di Figaro (Cherubino), amb Italo Tajo, Renata Tebaldi, Alda Noni, Scipio Colombo, dir. Ionel Perlea - Nàpols 1954 ed. Hardy Classic
- Norma, amb Maria Callas, Mario Del Monaco, Nicola Zaccaria, dir. Antonino Votto - La Scala 1955 ed. Myto/Arkadia/IDIS
- Carmen, amb Giuseppe Di Stefano, Rosanna Carteri, Michel Roux, dir. Herbert von Karajan - La Scala 1955 ed. Myto/GOP/Walhall
- Cavalleria rusticana, amb Giuseppe Di Stefano, Giangiacomo Guelfi, dir. Antonino Votto - La Scala 1955 ed. Myto/Opera D'Oro
- Aida, amb Antonietta Stella, Giuseppe Di Stefano, Giangiacomo Guelfi, Nicola Zaccaria, dir. Antonino Votto - La Scala 1956 ed. Paragon/Legato/GOP
- Un ballo in maschera, amb Maria Callas, Giuseppe Di Stefano, Ettore Bastianini, dir. Gianandrea Gavazzeni - La Scala 1957 ed. Melodram/Arkadia/EMI
- Anna Bolena, amb Maria Callas, Gianni Raimondi, Nicola Rossi-Lemeni, dir. Gianandrea Gavazzeni - La Scala 1957 ed. Melodram/GOP/EMI
- Don Carlo, amb Eugenio Fernandi, Cesare Siepi, Sena Jurinac, Ettore Bastianini, dir. Herbert von Karajan - Viena 1958 ed. DG
- I Capuleti e i Montecchi, amb Laurel Hurley, Richard Cassilly, Ezio Flagello, dir. Arnold Gamson - Carnegie Hall 1958 ed. MRF/Melodram
- Adriana Lecouvreur, amb Magda Olivero, Franco Corelli, Ettore Bastianini, dir. Mario Rossi - Nàpols 1959 ed. Melodram/House of Opera/Opera Lovers
- Carmen (in ital.), amb Franco Corelli, Mirella Freni, Giangiacomo Guelfi, dir. Pierre Dervaux - Palerm 1959 ed. GOP
- Orfeo ed Euridice, amb Sena Jurinac, Graziella Sciutti, dir. Herbert von Karajan - Salisburg 1959 ed. Nuova Era/Memories/DG
- Cavalleria rusticana, amb Jussi Björling, Walter Cassel, dir. Nino Verchi - Metropolitan Opera (MET) 1959 ed. Lyric Distribution
- Il trovatore, amb Carlo Bergonzi, Antonietta Stella, Ettore Bastianini, dir. Fausto Cleva - MET 1960 ed. Myto
- Don Carlo, amb Richard Tucker, Boris Christov, Tito Gobbi, Margherita Roberti, dir. Antonino Votto - Chicago 1960 ed. GOP/Living Stage
- Aida, amb Birgit Nilsson, Pier Miranda Ferraro, Cornell MacNeil, Nicolaj Ghiaurov, dir. Nino Sanzogno - La Scala 1960 ed. Charles Handelman
- I troiani, amb Mario Del Monaco, Fiorenza Cossotto, Lino Puglisi, Agostino Ferrin, Nell Rankin, dir. Rafael Kubelík - La Scala 1960 ed. Paragon/VAI/Myto
- Medea, amb Maria Callas, Jon Vickers, Nicolaj Ghiaurov, dir. Thomas Schippers - La Scala 1961 ed. Hunt/Opera D'Oro
- Gli Ugonotti, amb Joan Sutherland, Franco Corelli, Giorgio Tozzi, Nicolai Ghiaurov, dir. Gianandrea Gavazzeni - La Scala 1962 ed. Melodram/GOP/Nuova Era
- Il trovatore, amb Franco Corelli, Leontyne Price, Ettore Bastianini, Nicola Zaccaria, dir. Herbert von Karajan - Salisburg 1962 ed. Gala/Opera D'Oro/DG
- Il trovatore, amb Gastone Limarilli, Antonietta Stella, Ettore Bastianini, Bruno Marangoni, dir. Oliviero De Fabritiis - Tòquio 1963 ed. Rodolphe
- Cavalleria rusticana, amb Franco Corelli, Giangiacomo Guelfi, dir. Gianandrea Gavazzeni - La Scala 1963 ed. Myto/Opera D'Oro
- La Favorita, amb Gianni Raimondi, Mario Zanasi, Nicola Zaccaria, dir. Fernando Previtali - Nàpols 1963 ed. Bongiovanni/Hardy Classic
- Aida, amb Galina Pavlovna Višnevskaja, Jon Vickers, Peter Glossop, dir. Bryan Balkwill - Londres 1964 ed. Opera Depot
- Sansone e Dalila, amb Jon Vickers, Norman Mittelman, Justino Diaz, dir. Fausto Cleva - MET 1965 ed. Opera Lovers

### Vídeos
- Le nozze di Figaro (Cherubino), amb Giuseppe Taddei, Antonio Cassinelli, Orietta Moscucci, Alda Noni, dir. Vittorio Gui - Tòquio 1956 ed. Gala
- Carmen (selez., in ital.), con Mario Del Monaco, Gabriella Tucci, Scipio Colombo, dir. Nino Verchi - Tòquio 1959
- Cavalleria rusticana, amb Angelo Lo Forese, Attilio D'Orazi, dir. Giuseppe Morelli - Tòquio 1961 ed. VAI
- Aida, amb Gabriella Tucci, Mario Del Monaco, Aldo Protti, Paolo Washington, dir. Franco Capuana - Tòquio 1961 ed. VAI
- Aida (atti 1, 2, 3), amb Leyla Gencer, Gastone Limarilli, Giangiacomo Guelfi, Bonaldo Giaiotti, dir. Tullio Serafin - Verona 1963 ed. Charles Handelman
- Il trovatore, amb Bruno Prevedi, Gwyneth Jones, Peter Glossop, dir. Carlo Maria Giulini, dir.escena Luchino Visconti - Londres 1964 ed. Opera Lovers